# Pseudopus apodus
El sheltopusik (Pseudopus apodus), también comúnmente llamado lagarto de cristal de Pallas o lagarto sin patas europeo, es una especie de gran lagarto de cristal que se encuentra desde el sur de Europa hasta Asia Central.

## Etimología
El nombre común de sheltopusik proviene del ruso желтопузик (zheltopuzik), literalmente «vientre amarillo».

## Taxonomía
El sheltopusik se incluyó anteriormente en el género Ophisaurus, pero se ha colocado en su propio género Pseudopus. Fue originalmente descrito en 1775 por Peter Simon Pallas como Lacerta apoda.

## Descripción
El sheltopusik puede alcanzar una longitud de 135 cm (4.43 pies). Es de color canela, más pálido en la superficie ventral y en la cabeza, con un aspecto de anillo / segmentado que hace que se vea como una lombriz gigante con un pliegue distintivo de piel en cada lado llamado surco lateral. Las patas traseras pequeñas (2 mm) a veces son visibles cerca de la cloaca. Aunque las patas son apenas perceptibles, el sheltopusik se puede distinguir rápidamente de una serpiente por sus orejas, párpados y escamas ventrales.

## Hábitat y comportamiento
Pseudopus apodus habita en campo abierto, como pastizales cortos o colinas escasamente arboladas. Consume artrópodos y pequeños mamíferos. Los caracoles y las babosas parecen ser su presa favorita, lo que puede explicar por qué es particularmente activo en clima húmedo, aunque prefiere un hábitat seco.

## Comportamiento defensivo
Debido a su tamaño, el sheltopusik tiende a responder al acoso silbando, mordiendo y produciendo olor. Es menos probable que se desprenda de su cola que algunas otras especies que muestran autotomía caudal. Sin embargo, estas exhibiciones ocasionales de autotomía caudal son responsables del nombre «lagarto de cristal» (o «serpiente de cristal»). La cola liberada puede romperse en pedazos, lo que lleva al mito de que el lagarto puede romperse como un cristal y volver a ensamblarse más tarde. En realidad, si la cola se pierde, vuelve a crecer lentamente, pero es más corta y más oscura; puede crecer de nuevo a la longitud completa a medida que crece.

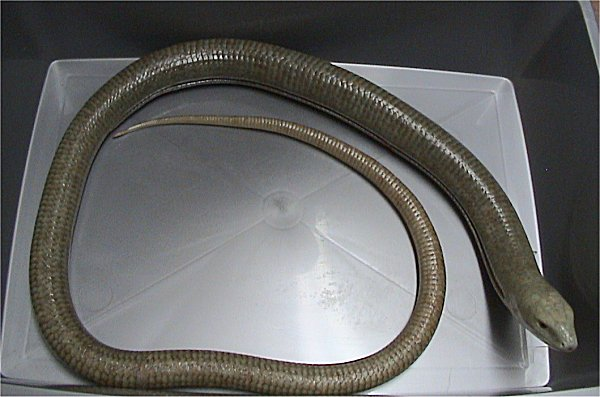
Sheltopusik.

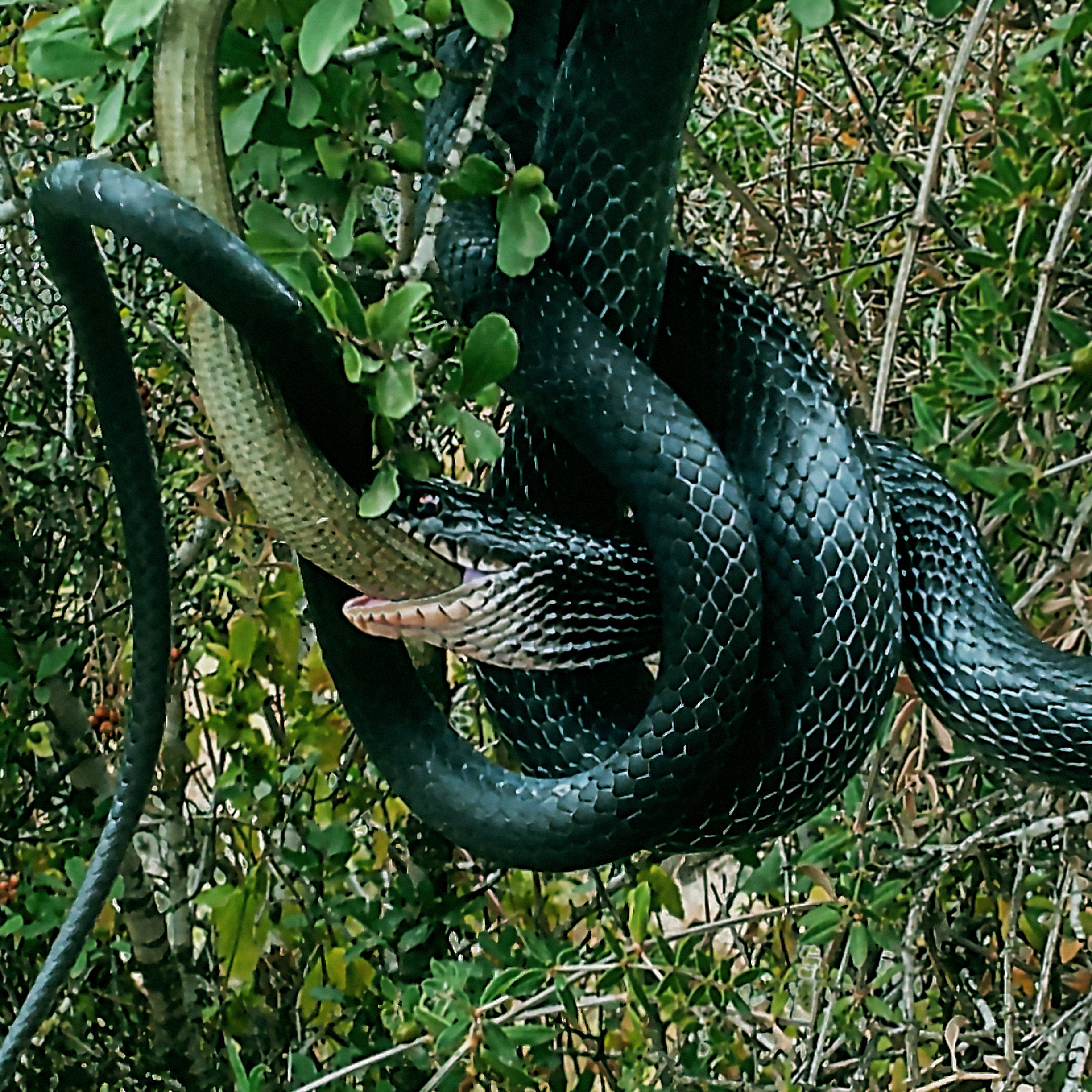
Dolichophis jugularis cazando un sheltopusik

## En cautividad
Los sheltopusiks están frecuentemente disponibles en el comercio de mascotas exóticas, aunque rara vez criados en cautividad. No suelen tolerar una gran cantidad de manipulación, pero se adaptan bien al cautiverio, se alimentan de grillos, gusanos, ratones pequeños, huevos, caracoles o trozos de carne que incluso aceptan de las pinzas de un cuidador, o incluso de las manos una vez que se acostumbran al cautiverio, sin embargo, se excitan con la comida y tienen unas mandíbulas sorprendentemente poderosas. Son cautivos resistentes, capaces de vivir hasta 50 años.

## Reproducción
Aproximadamente 10 semanas después del apareamiento, la hembra P. apodus pone unos ocho huevos que esconde debajo de una corteza o una piedra, y a menudo los guarda. Los huevos eclosionan después de 45 - 55 días. Tienen un promedio de unos 15 cm (5,9 in) de largo y generalmente comienzan a comer después de cuatro días.

## Otras lecturas
- Arnold EN, Burton JA (1978). Una Guía de Campo a los Reptiles y Anfibios de Gran Bretaña y Europa. Londres: Collins. 272 pp. + Platos 1-40. (Ophisaurus apodus, pp. 175, 178 + Plato 33, representa 1un-1b + Mapa 94).
- Boulenger GA (1885). Catálogo de los Lagartos en el Museo británico Historia Natural). Segunda Edición. Volumen II. ... Anguidæ ... Londres: Trustees del Museo británico (Historia Natural). (Taylor y Francis, impresoras). xiii + 497 pp. + Platos I-XXIV. (Ophisaurus apus, combinación nueva, pp. 280@–281).
- Pallas PS (1775). "Lacerta apoda, descripta ". Novi Comentarii Academiae Scientiarum Imperialis Petropolitanae 19: 435-454 + Platos IX-X. (Lacerta apoda, especie nueva). (En latino).

- Datos: Q41669
- Multimedia: Pseudopus apodus / Q41669
- Especies: Pseudopus apodus